# Paul Harris (advokat)
Paul Percy Harris, född 19 april 1868 i Racine i Wisconsin, död 27 januari 1947 i Chicago i Illinois, var en amerikansk advokat, som grundade den internationella organisationen Rotary.
Paul Harris växte upp i Vermont och flyttade till Chicago för att arbeta som advokat. Här tog han 1905 initiativet till den första rotaryklubben. "Paul Harris Fellow" är ett utmärkelsetecken inom Rotary.
Asteroiden 5349 Paulharris är uppkallad efter honom.